# Palinovec
Palinovec – wieś w Chorwacji, w żupanii medzimurskiej, w gminie Donji Kraljevec. W 2011 roku liczyła 712 mieszkańców.